# Ontong Java
L'atol Ontong Java o Luangiua és un dels atols més grossos de la Terra.

## Descripció
Administrativament pertany a Salomó essent la part més al nord d'aquest estat a uns 250 km al nord de l'illa Santa Isabel.
La terra que està més a prop és les illes Nukumanu a uns 38 km que pertanyen a Papua Nova Guinea.
Ontong Java té una forma de bota. La superfície total de l'atol és de 1.400 km², però només 12 km² són de terra distribuïda entre 122 petites illes. La part més alta fa 13 m.
Hi viuen unes 2.000 persones de les quals 1.200 persones es concentren a l'illa Luaniua a l'est i 800 a Pelau al nord-est

## Història

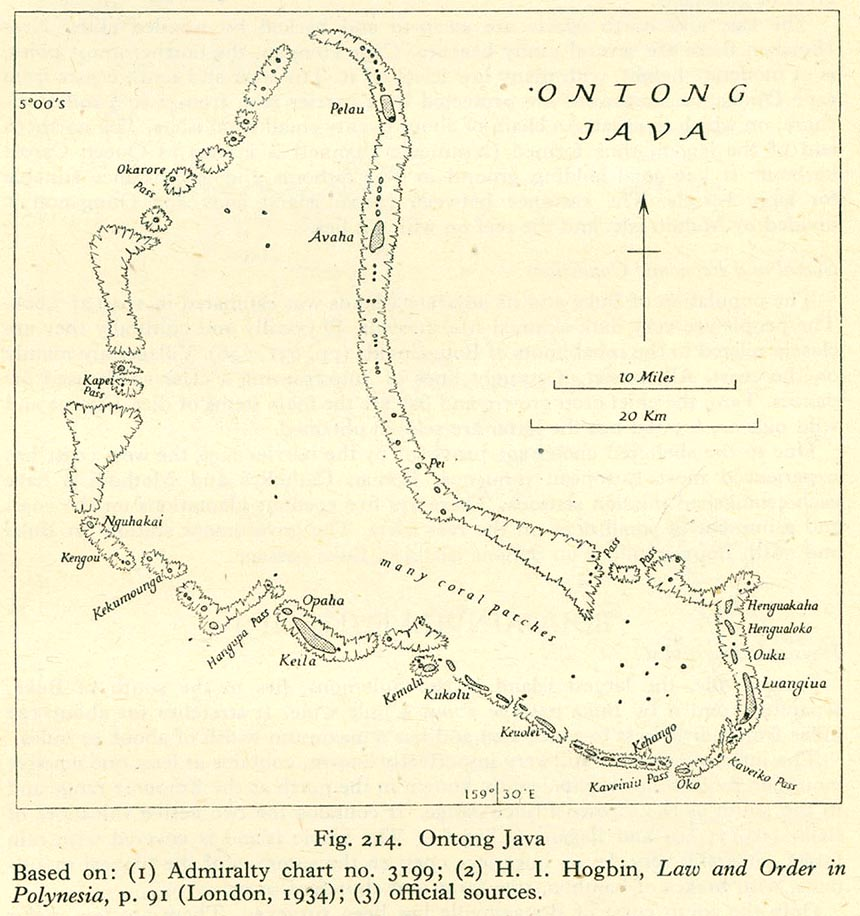
Carta nàutica antiga d'Ontong Java

Les illes estan habitades per polinesis des de fa uns 2.000 anys. Tenen afinitats culturals amb l'atol de Nukumanu.
El primer europeu a visitar-les va ser Abel Tasman eln 1643 qui li va donar el nom d'Ontong Java; però els europeus (anglesos) no hi posaren els peus fins a 1791. El 1893 Alemanya es va annexar aquestes illes i el 1899 van ser cedides a la Gran Bretanya.
Actualment hi ha una economia agrícola i pesquera basada en els cocos, la copra, el taro i la pesca.